# Manduca andicola
Manduca andicola är en fjärilsart som beskrevs av Rothschild och Jordan 1916. Manduca andicola ingår i släktet Manduca och familjen svärmare. Inga underarter finns listade i Catalogue of Life.